# Alterstill
Alterstill is een deels studio- (tracks 1-4) en deels livealbum (track 5) van Arcane. Het album zou de eerste muziek bevatten van de denkbeeldige band Arcane bestaande uit drie Duitsers uit de jaren zeventig. Het is echter een album dat in 2001 verscheen en uitvoerende is Paul Lawler. De muziek refereert wel aan de jaren 70, het is elektronische muziek uit de Berlijnse School voor elektronische muziek. 

## Muziek
| Nr. | Titel               | Duur  |
| --- | ------------------- | ----- |
| 1.  | Alterstill (part 1) | 7:20  |
| 2.  | Alterstill (part 2) | 10:54 |
| 3.  | Alterstill (part 3) | 6:07  |
| 4.  | Alterstill (part 4) | 10:15 |
| 5.  | Alterstill (part 5) | 15:31 |